# Amomum warburgii
Amomum warburgii là một loài thực vật có hoa trong họ Gừng. Loài này được Karl Moritz Schumann mô tả khoa học đầu tiên năm 1904. Năm 1899, tác giả này đề cập tới nó như là Costus warburgii nhưng không có mô tả kèm theo.

## Phân bố
Loài này có thể được tìm thấy ở miền nam đảo Mindanao, Philippines.